# تمارة فيث بيرغر
تمارة فيث بيرغر (بالإنجليزية: Tamara Faith Berger)‏ (13 ديسمبر 1971)؛ كاتِبة وروائية كندية.